# 1984年ロサンゼルスオリンピックの野球競技・日本代表
1984年ロサンゼルスオリンピックの野球競技・日本代表（1984ねんロサンゼルスオリンピックのやきゅうきょうぎ・にっぽんだいひょう）は、1984年にロサンゼルスで開催されたロサンゼルスオリンピックの野球競技に出場した野球日本代表選手を編成したチームのことである。

## 概要
野球大国であるアメリカ合衆国で開催されるオリンピックということで、国際野球連盟（当時はAINBA、現：IBAF）の働きかけが実り、初めてナショナルチーム同士による公開競技として開催された。1983年9月に行われた第12回アジア野球選手権大会がオリンピックアジア予選となったが、日本は台湾との代表決定戦で敗れ出場が絶たれた。その後、東西冷戦の影響からソビエト連邦が同オリンピックをボイコットし、すでに出場権を得ていたキューバもこれに同調したことからオリンピック組織委員会からAINBAを通じて日本に参加要請があり、日本野球連盟は参加を決めた。選手19人は大学生7人、社会人12人で構成された。
出場国はアメリカ合衆国、台湾、イタリア、ドミニカ共和国、日本、韓国、ニカラグア、カナダの8か国で、前者4か国を「白組」、後者4か国を「青組」としてグループ分けして総当たり予選が行われた。日本は2勝1敗で予選を1位通過し、準決勝では台湾を延長戦で破った。決勝戦では開催国アメリカ合衆国と対戦し、広沢克己の本塁打等により6-3で勝利。公開競技ながらオリンピック初代の野球チャンピオンに輝いた。

## 代表メンバー
所属や年齢等は選出当時。
|        | 背番号 | 氏名     | 所属             | 年齢 |
| ------ | ------ | -------- | ---------------- | ---- |
| 監督   | 30     | 松永怜一 | 住友金属         | 52   |
| コーチ | 33     | 鈴木義信 | 東芝             | 40   |
| コーチ | 34     | 鴨田勝雄 | 法政大学         | 45   |
| 投手   | 11     | 米村明   | 河合楽器         | 24   |
| 投手   | 12     | 吉田幸夫 | プリンスホテル   | 26   |
| 投手   | 14     | 伊東昭光 | 本田技研         | 21   |
| 投手   | 15     | 伊藤敦規 | 福井工業大学     | 21   |
| 投手   | 16     | 宮本和知 | 川崎製鉄水島     | 20   |
| 投手   | 18     | 西川佳明 | 法政大学         | 21   |
| 捕手   | 20     | 嶋田宗彦 | 住友金属         | 22   |
| 捕手   | 21     | 吉田康夫 | 三菱自動車川崎   | 23   |
| 捕手   | 22     | 秦真司   | 法政大学         | 22   |
| 内野手 | 2      | 正田耕三 | 新日本製鐵広畑   | 22   |
| 内野手 | 3      | 浦東靖   | 新日本製鐵堺     | 22   |
| 内野手 | 4      | 森田芳彦 | 鹿児島鉄道管理局 | 22   |
| 内野手 | 5      | 上田和明 | 慶應義塾大学     | 21   |
| 内野手 | 9      | 和田豊   | 日本大学         | 21   |
| 内野手 | 10     | 広沢克己 | 明治大学         | 22   |
| 内野手 | 23     | 福本勝幸 | 東芝             | 27   |
| 外野手 | 7      | 荒井幸雄 | 日本石油         | 19   |
| 外野手 | 8      | 古川慎一 | 亜細亜大学       | 20   |
| 外野手 | 25     | 熊野輝光 | 日本楽器         | 26   |
| 外野手 | 27     | 森田昇   | 日本生命         | 27   |

## ロサンゼルスオリンピックの戦績
|            | 試合結果 | 試合結果 | 対戦チーム           | 備考         | 試合会場             |
| ---------- | -------- | -------- | -------------------- | ------------ | -------------------- |
| 予選リーグ | ○        | 2 - 0    | 韓国                 |              | ドジャー・スタジアム |
| 予選リーグ | ○        | 19 - 1   | ニカラグア           |              | ドジャー・スタジアム |
| 予選リーグ | ●        | 4 - 6    | カナダ               |              | ドジャー・スタジアム |
| 準決勝     | ○        | 2x - 1   | チャイニーズタイペイ | 延長10回     | ドジャー・スタジアム |
| 決勝       | ○        | 6 - 3    | アメリカ合衆国       | 金メダル獲得 | ドジャー・スタジアム |